# Eunephrops luckhursti
Eunephrops luckhursti is een kreeftensoort uit de familie van de Nephropidae. De wetenschappelijke naam van de soort is voor het eerst geldig gepubliceerd in 1997 door Manning.